# Hoplacephala arachnoidea
Hoplacephala arachnoidea är en tvåvingeart som först beskrevs av Jaennicke 1867.  Hoplacephala arachnoidea ingår i släktet Hoplacephala och familjen köttflugor.
Artens utbredningsområde är Etiopien. Inga underarter finns listade i Catalogue of Life.